# Nomikai
Nomikai (飲み会?) significa literalmente «reunión para beber», y se refiere a las veladas que hacen los japoneses para relajarse y pasarlo bien. Estas veladas tienen lugar generalmente en un izakaya, un tipo de bar-restaurante.

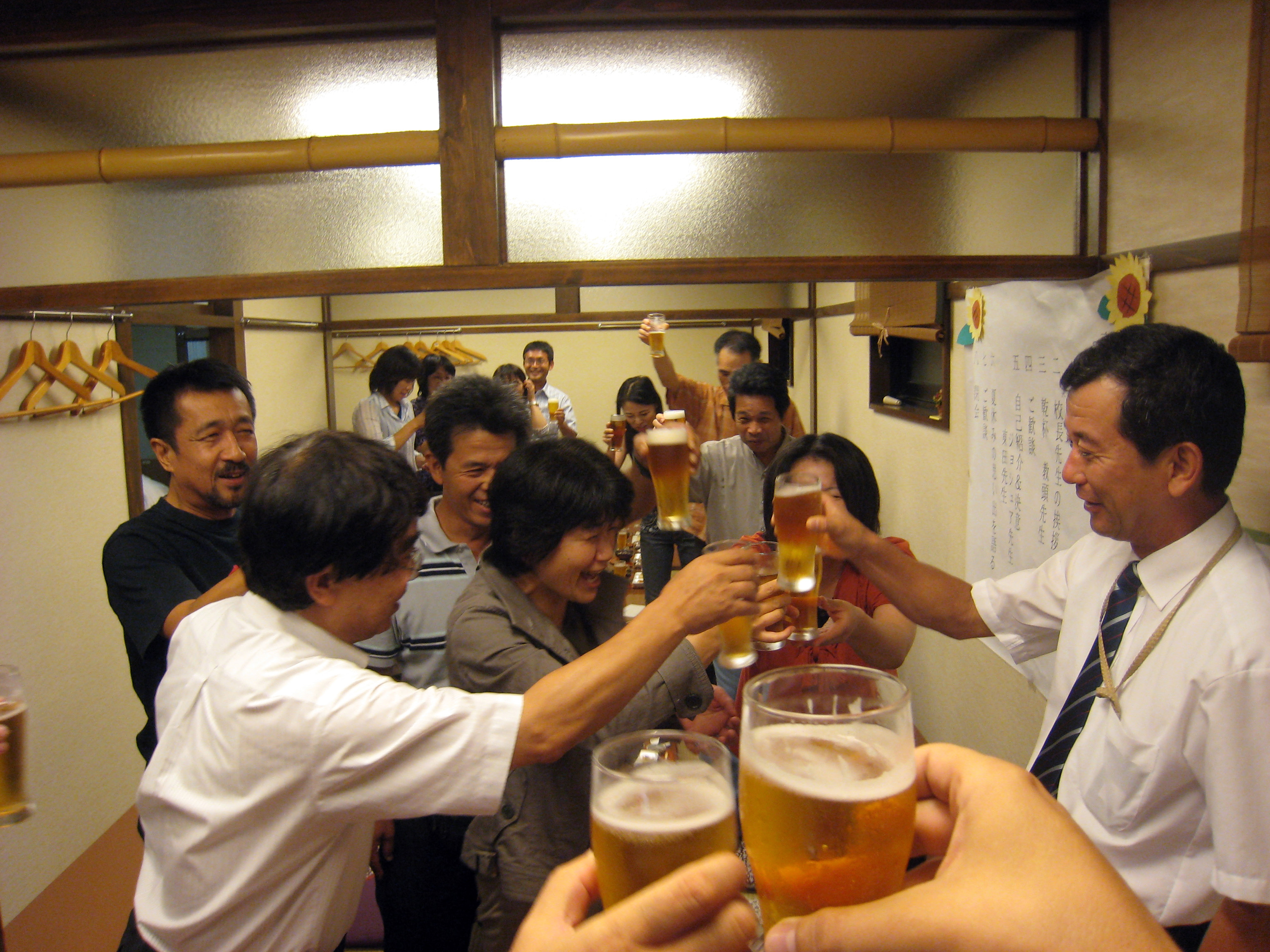
Un ejemplo de Nomikai

Si bien se habla de nomikai para una reunión de amigos, el auténtico fenómeno social es el nomikai entre compañeros de trabajo. No es raro cruzarse con grupos de salarymen, a veces muy borrachos, en el barrio de Nihonbashi.
Siempre es el jefe quien propone salir a hacer nomikai, y a los demás les es imposible negarse.
Un nomikai comienza siempre con el famoso «Kanpai!» (lo que se dice un brindis, en español «Salud» o «Chin chin») y termina con un hábil cálculo de división de la cuenta recordando que los más jóvenes pagan menos, los de mayor edad pagan más y entre los dos la escala es más o menos lineal.
- Datos: Q471881